# Tome-Adelino
Tome-Adelino és una concentració de població designada pel cens dels Estats Units a l'estat de Nou Mèxic. Segons el cens del 2000 tenia 2.211 habitants.

## Demografia
Segons el cens del 2000, Tome-Adelino tenia 2.211 habitants, 780 habitatges, i 613 famílies. La densitat de població era de 141,1 habitants per km².
Dels 780 habitatges en un 40,6% hi vivien nens de menys de 18 anys, en un 59,2% hi vivien parelles casades, en un 14,4% dones solteres, i en un 21,3% no eren unitats familiars. En el 16,8% dels habitatges hi vivien persones soles el 5,4% de les quals corresponia a persones de 65 anys o més que vivien soles. El nombre mitjà de persones vivint en cada habitatge era de 2,83 i el nombre mitjà de persones que vivien en cada família era de 3,18.
Per edats la població es repartia de la següent manera: un 28,1% tenia menys de 18 anys, un 8,1% entre 18 i 24, un 29,9% entre 25 i 44, un 24,4% de 45 a 60 i un 9,5% 65 anys o més.
L'edat mediana era de 36 anys. Per cada 100 dones de 18 o més anys hi havia 95,4 homes.
La renda mediana per habitatge era de 27.361 $ i la renda mediana per família de 32.708 $. Els homes tenien una renda mediana de 25.321 $ mentre que les dones 31.875 $. La renda per capita de la població era de 14.871 $. Aproximadament el 15,4% de les famílies i el 18,6% de la població estaven per davall del llindar de pobresa.

## Poblacions més properes
El següent diagrama mostra les poblacions més properes.